# Tuobodom

Tuobodom är en ort i västra Ghana, belägen några kilometer nordost om Techiman. Den är huvudort för distriktet Techiman North, och folkmängden uppgick till 13 761 invånare vid folkräkningen 2010.